# Eric Giraud
Eric Giraud (Saint-Cloud, 20 december 1969) is een golfprofessional  uit Frankrijk.
Erics vader is golfprofessional en heeft Eric al als kleuter laten oefenen. Giraud was scratch speler toen hij in 1989 professional werd. Samen met Thomas Levet was hij de toekomstdroom van Frankrijk. Hij speelde in de negentiger jaren op de Alps Tour, de Europese Challenge Tour en de Europese PGA Tour, maar heeft die droom minder waargemaakt dan Levet.
Een van zijn beste rondes van op de Le Golf National, waar hij 65 scoorde.

## Gewonnen
- 1991: Tessali Open
- 1993: Open des Vulcans
- 1995: KB Golf Challenge, Frans PGA Kampioenschap

Eric Giraud is niet de broer van Elène Giraud die op de Ladies European Tour speelt.